# Cornelius Diependaal
Cornelius Diependaal (Egmond aan Zee, 26 ottobre 1829 – Schiedam, 22 novembre 1893) è stato un vescovo vetero-cattolico olandese.
Figlio di Adelbertus Diependaal e Agatha Bruinenberg, dal 1º settembre 1843, frequentò il seminario di Amersfoort. Fu ordinato presbitero il 7 marzo 1857 dal vescovo di Haarlem, Henricus van Buul. Si occupò delle parrocchie di Den Helder (1860-1875) e Schiedam (1875-1893).
Il Capitolo Metropolitano di Utrecht lo elesse arcivescovo il 5 febbraio 1874, ma egli respinse questa nomina il 18 febbraio seguente.
Il 30 giugno 1875 fu nominato Vescovo di Deventer e il 17 novembre 1875 fu consacrato a Rotterdam, da Johannes Heykamp, avendo come co-consacratori i vescovi Casparus Johannes Rinkel e Joseph Hubert Reinkens. Nel settembre 1880 divenne Canonico del Capitolo Metropolitano, e il 18 febbraio 1884 Decano per Schieland e l'Olanda meridionale.
Il 24 settembre 1889 fu uno dei firmatari della Dichiarazione di Utrecht.

## Genealogia episcopale
La genealogia episcopale è:
CHIESA CATTOLICA
- Cardinale Scipione Rebiba
- Cardinale Giulio Antonio Santori
- Cardinale Girolamo Bernerio, O.P.
- Arcivescovo Galeazzo Sanvitale
- Cardinale Ludovico Ludovisi
- Cardinale Luigi Caetani
- Vescovo Giovanni Battista Scanaroli
- Cardinale Antonio Barberini iuniore
- Arcivescovo Charles-Maurice le Tellier
- Vescovo Jacques Bénigne Bossuet
- Vescovo Jacques de Goyon de Matignon
- Vescovo Dominique Marie Varlet

CHIESA ROMANO-CATTOLICA OLANDESE DEL CLERO VETERO EPISCOPALE
- Arcivescovo Petrus Johannes Meindaerts
- Vescovo Johannes van Stiphout
- Arcivescovo Walter van Nieuwenhuisen
- Vescovo Adrian Jan Broekman
- Arcivescovo Jan van Rhijn
- Vescovo Gisbert van Jong
- Arcivescovo Willibrord van Os
- Vescovo Jan Bon
- Arcivescovo Johannes van Santen

CHIESA VETERO-CATTOLICA
- Arcivescovo Hermann Heykamp
- Vescovo Casparus Johannes van Rinkel
- Arcivescovo Johannes Heykamp
- Vescovo Cornelius Diependaal